# Noell Mobile Systems

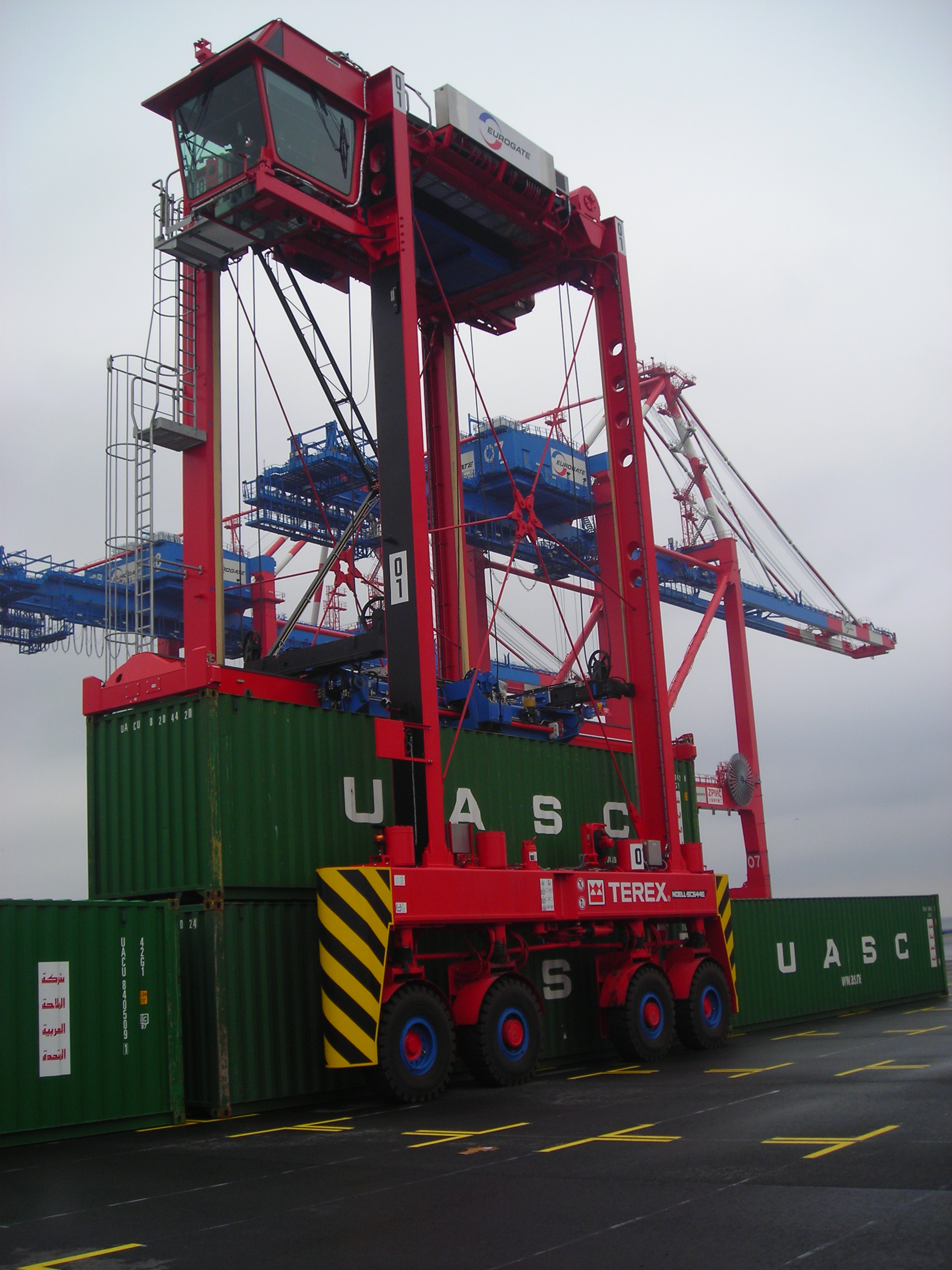
Ein Straddle Carrier von Noell auf dem JadeWeserPort in Wilhelmshaven

Die Noell Mobile Systems GmbH ist ein deutscher Hersteller von Portalhubwagen (englisch Straddle Carriers). Das von Georg Heinrich Noell begründete Unternehmen geht auf die 1824 in Würzburg gegründete Gießerei und Schmiede Noell zurück, welche sich bis 1898 mit 280 Arbeitern zum größten Industriebetrieb Würzburgs entwickelt hatte. Heute gehört Noell Mobile Systems zum US-amerikanischen Terex-Konzern. Produziert wird nach wie vor in Würzburg.